# Hausgrabenkopf
Der Hausgrabenkopf ist ein Berg in den Chiemgauer Alpen, der dem Bergstock des Dürrnbachhorns (1776 m) angehört. Seine Höhe beträgt 1412 m ü. NHN Er liegt etwa 11 Kilometer südsüdwestlich des Ortskerns von Ruhpolding (Luftlinie), nach Reit im Winkl im Westen sind es 10 Kilometer.

## Etymologie
Der Name Hausgrabenkopf leitet sich von den Wilden Hausgräben ab, welche die Nordwestflanke des Berges durchziehen und in Richtung Mittersee und Lödensee entwässern.

## Geographie
Der zum Gemeindegebiet von Ruhpolding gehörende Hausgrabenkopf befindet sich auf dem von der Lembergschneid (1642 m) herabfallenden Nordgrat des Dürrnbachhorn-Massivs. Er liegt im Seehauser Forst und stellt einen relativ unbedeutenden Gipfel dar, welcher aber dennoch aufgrund seiner Höhe schöne Ausblicke ermöglicht – insbesondere ins Tal des Dreiseengebiets und zum nordwestlich gegenüber aufragenden Bergstock des Hochkienbergs mit Gurnwandkopf (1691 m), Hörndlwand (1684 m) und Schlösselschneid (1416 m). Der Gipfel besitzt seinerseits recht imposante Nordostabbrüche, unterhalb derer der (Mittlere) Wilde Hausgraben seinen Ausgang nimmt, sich canyonartig in die Nordwestflanke des Berges einschneidet und sodann nach Nordnordwest in Richtung Lödensee hinausfließt.
Die Topographie um den Hausgrabenkopf wird generell von stark eingeschnittenen Wildbächen zerfurcht – eben den Hausgräben. Vom Gipfel geht nach Nordwesten ein sanfter Gratrücken aus, welcher dann aber in die Westrichtung abschwenkt. Dieses hierdurch entstandene natürliche Amphitheater auf der Westseite des Berges wird vom System des Rohreck-Hausgrabens drainiert – ein hochkomplexes System, das überdies auch die gesamte Lembergschneid und deren Verlängerung nach Westen entwässert. Der Rohreck-Hausgraben mündet schließlich am Westende des Mittersees. Die langgezogene Nordwestflanke des Berges bildet das eigentliche Entwässerungsgebiet der Wilden Hausgräben, die teils ephemere Wasserläufe darstellen und vorwiegend im Lödensee enden. Die Ostflanke des Berges wird vom Langen Sand beherrscht, der ja weit bis unterhalb des Dürrnbachhorngipfels hinaufreicht. Auch er ist sehr stark verzweigt und entwässert überdies die andere Talseite am Richtstrichkopf (1322 m).

### Zugang
Der Zugang zum Hausgrabenkopf erfolgt über den Nordanstieg zum Dürrnbachhorn. Dieser nimmt seinen Ausgang am Parkplatz Lödensee an der Deutschen Alpenstraße (B 305) nach Durchqueren der Wildbachfurt des Langen Sandes. Die Anstiegsroute folgt anfangs der linken Talseite des Langen Sandes, dirigiert sich aber dann nach Südwest in ein linkes Seitental hinein und folgt dem Steig zur Wimmeralm-Diensthütte hinauf. Von dort geht es dann zum Verbindungsgrat hoch und aus dessen Einsattelung heraus nach rechts zum Gipfel mit Gipfelkreuz.

## Geologie
Der Hausgrabenkopf baut sich vollkommen aus Hauptdolomit des Noriums auf, welcher am Gipfel mit bis zu 50° relativ steil nach Süden einfällt. Der Berg liegt rund 4 Kilometer südlich der Deckenstirn der Staufen-Höllengebirgs-Decke des Tirolikums. Erst am Gipfelgrat des Dürrnbachhorns erscheint auch noch stratigraphisch höher liegender Plattenkalk. 
Der Bergstock des Dürrnbachhorns wurde in der Würm-Kaltzeit auf seiner Nordwestseite von Ferneismassen des Tiroler-Achen-Gletschers umflossen, welche einen Seitenzweig durch das Dreiseengebiet in Richtung Ruhpolding abgesondert hatten. Der von dem Gletscher zurückgelassene Till findet sich beispielsweise in den Rohreck-Hausgräben und im Hausgraben unterhalb der Wimmeralm-Diensthütte. Laut Klaus Doben (1970) standen die Ferneismassen am Lödensee auf rund 1250 Meter Höhe und hatten zu Füßen des Hausgrabenkopfs noch eine beeindruckende Dicke von 500 Meter, wobei der Berg nur mehr 150 Meter aus den Ferneismassen herausragte.

## Ökologie
Der Hausgrabenkopf gehört seit 1955 vollständig zum nahezu 100 Quadratkilometer großen Naturschutzgebiet Östliche Chiemgauer Alpen (Nummer NSG-00069.01), das gleichzeitig als Vogelschutzgebiet fungiert.
Der vom Hausgrabenkopf ausgehende Mittlere Wilde Hausgraben wurde an seinem Lauf bis zur Mündung in den Lödensee unter der Nummer 189R032 vom Bayerischen Landesamt für Umwelt (LfU) als 2.520.000 Quadratmeter großes Geotop (Länge 4200 Meter, Breite 600 Meter) ausgewiesen. Das Geotop bildet gleichzeitig ein FFH-Gebiet. Der Schwemmfächer des Mittleren Wilden Hausgrabens schiebt sich jetzt immer weiter in den Lödensee vor, dem somit Verlandung droht.
Die Nordseite des Dürrnbachhorn-Massivs in Richtung Hausgrabenkopf ist eines der letzten verbliebenen Steinadler-Brutreviere Deutschlands. Ein Beobachtungspunkt befindet sich etwa 200 Meter nördlich unterhalb des Dürrnbachhorn-Hauptgipfels.

## Photogalerie

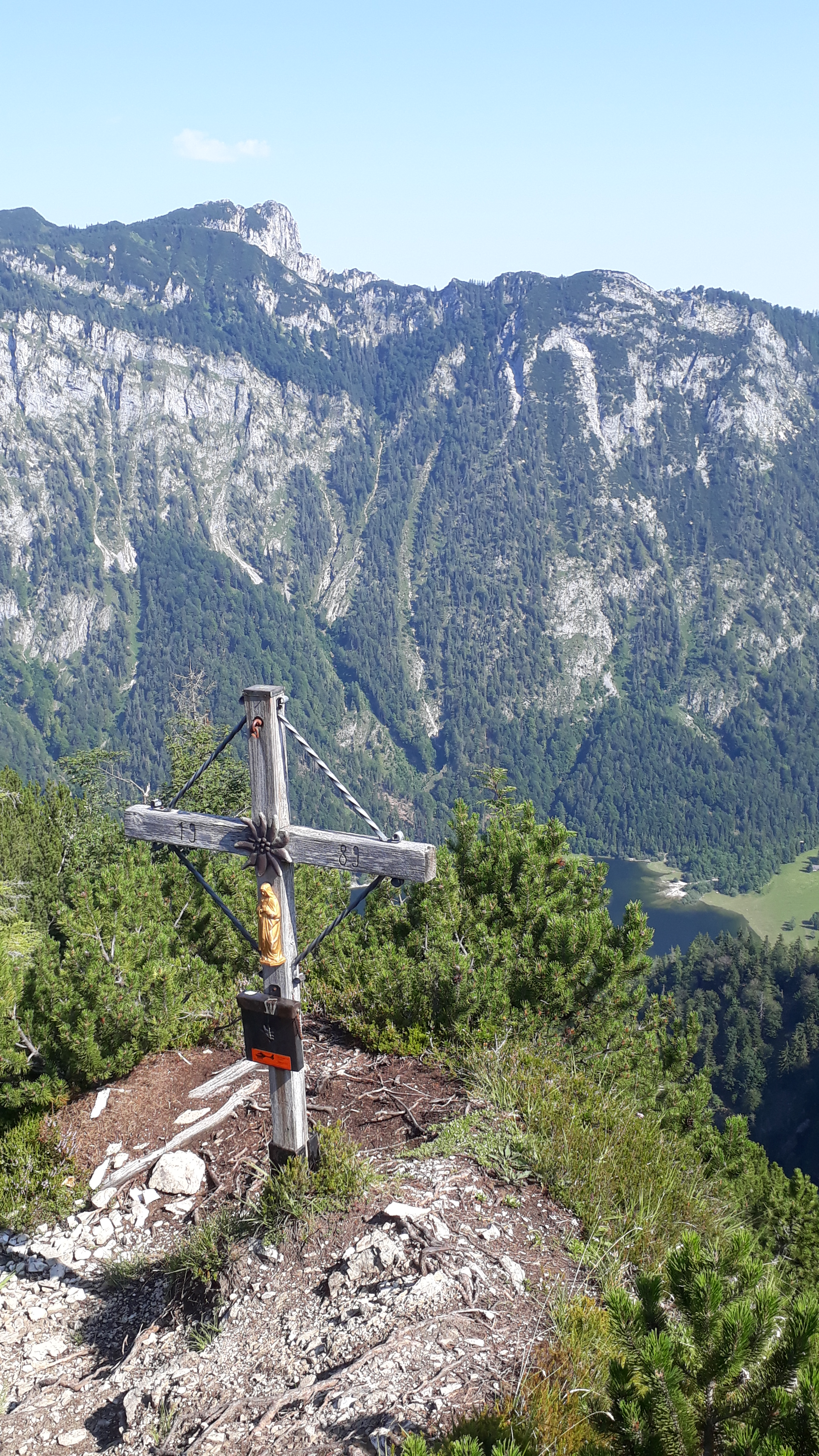
Gipfel und Gipfelkreuz des Hausgrabenkopfes. Der Blick geht hinunter nach Norden zum Lödensee und zum gegenüber aufragenden Hochkienberg.
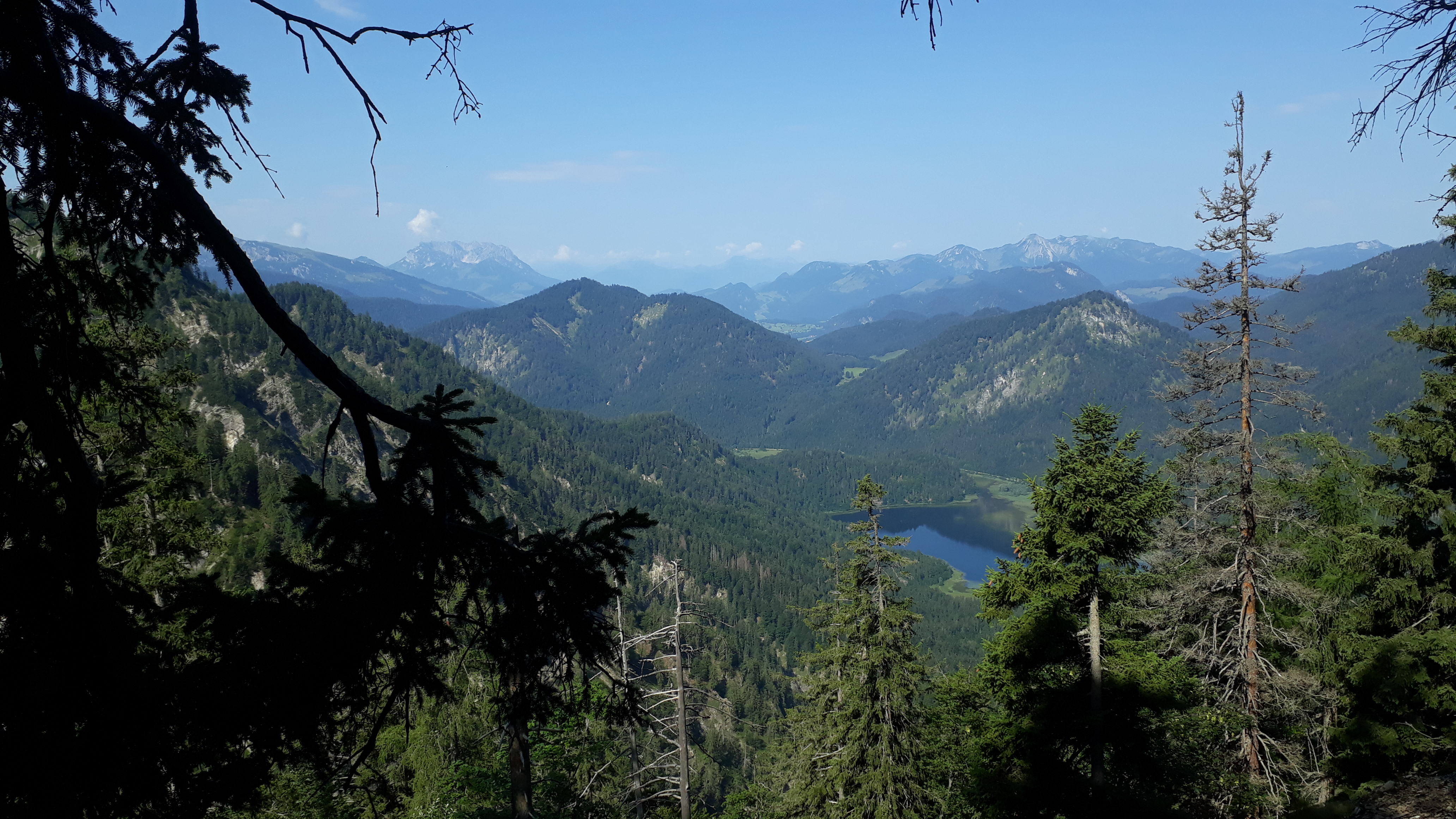
Blick vom Hausgrabenkopf nach Westen zum Weitsee und über Reit im Winkl in Richtung Zahmer Kaiser.
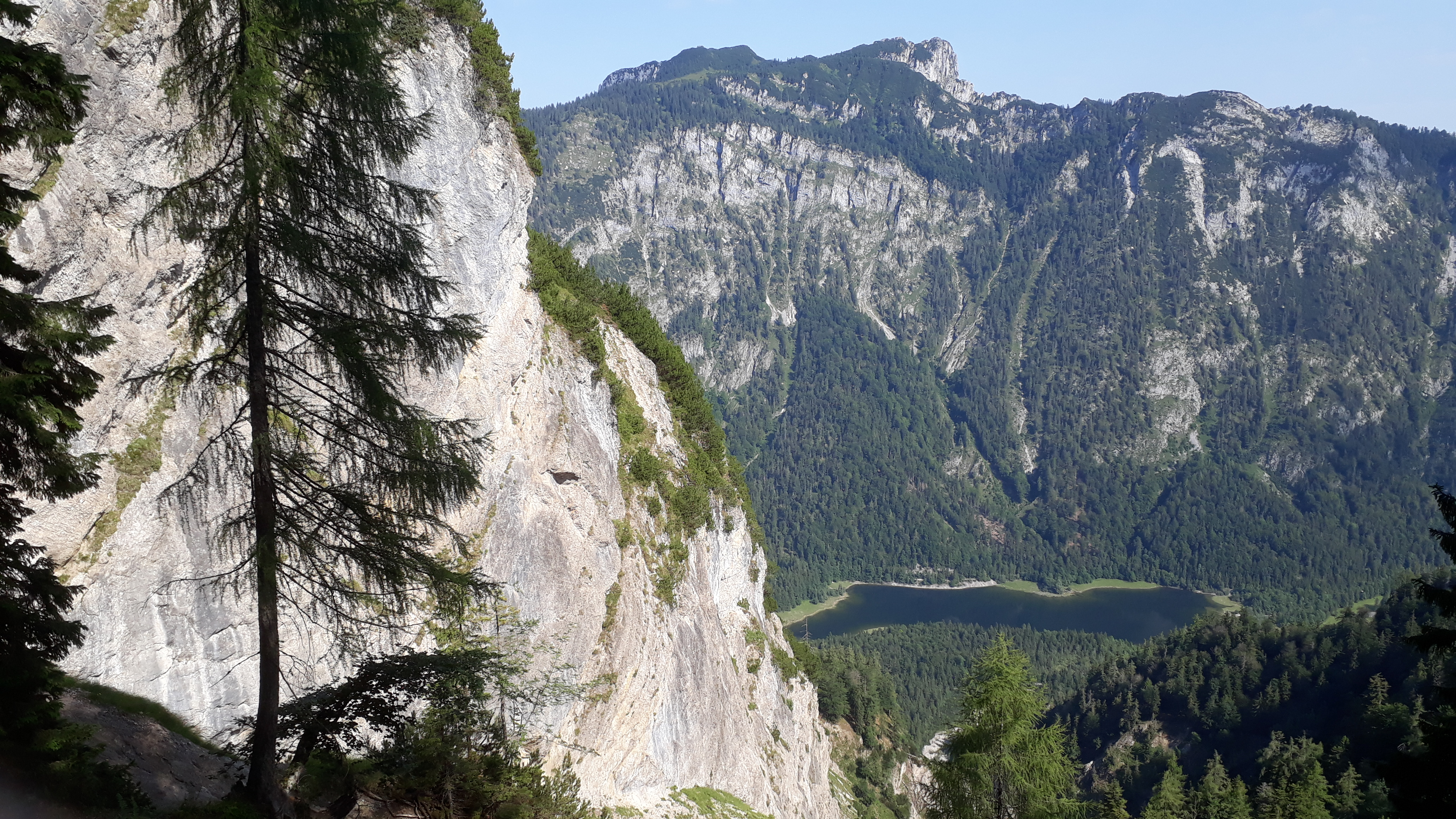
Nordostwand am Hausgrabenkopf. Tief unterhalb der Lödensee und gegenüber der Bergstock des Hochkienbergs.
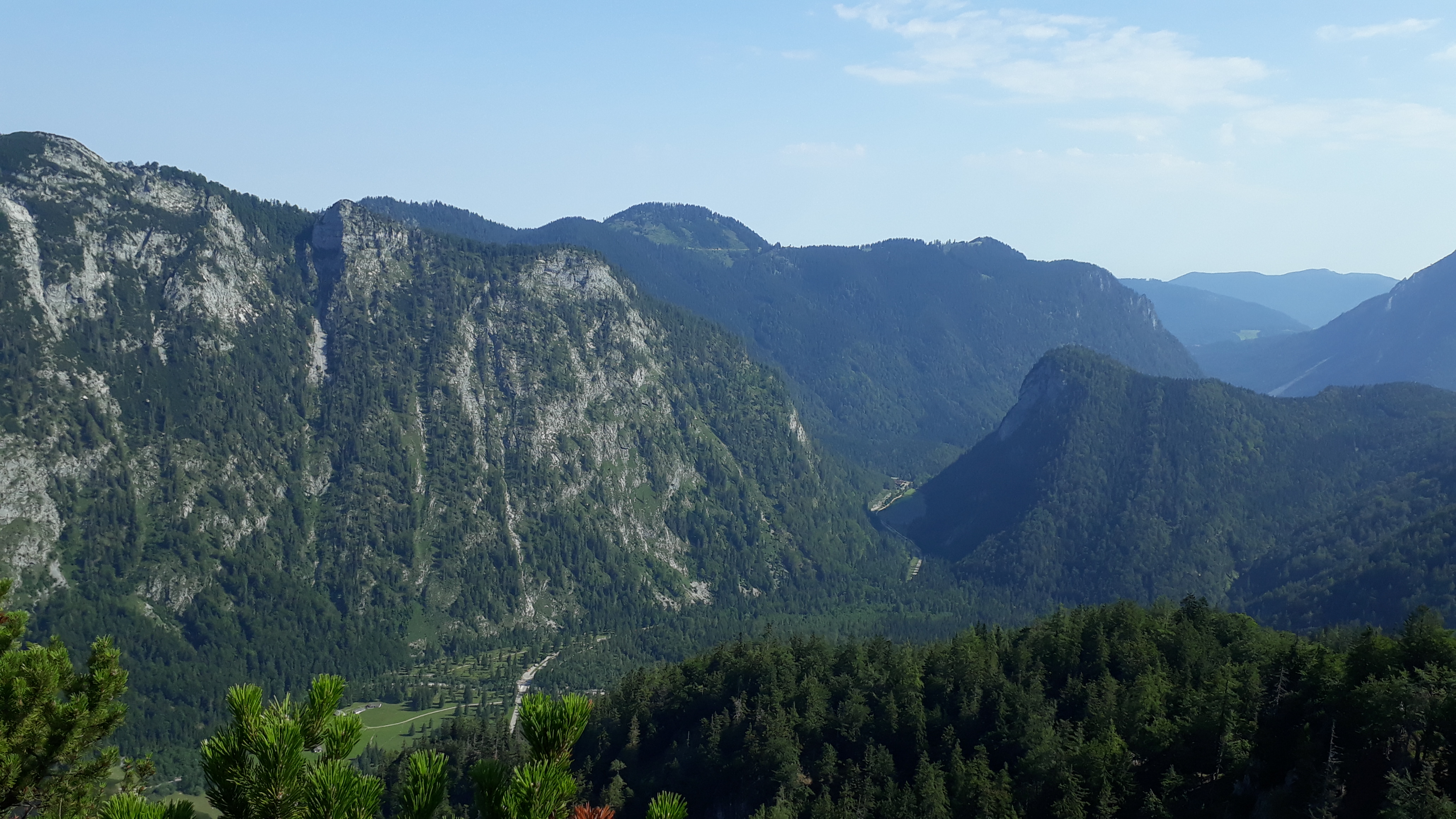
Aussicht nach Nordnordost hinunter zum Förchensee, Hochkienberg (links) und Seekopf (rechts). Dahinter Eisenberg und Unternberg.
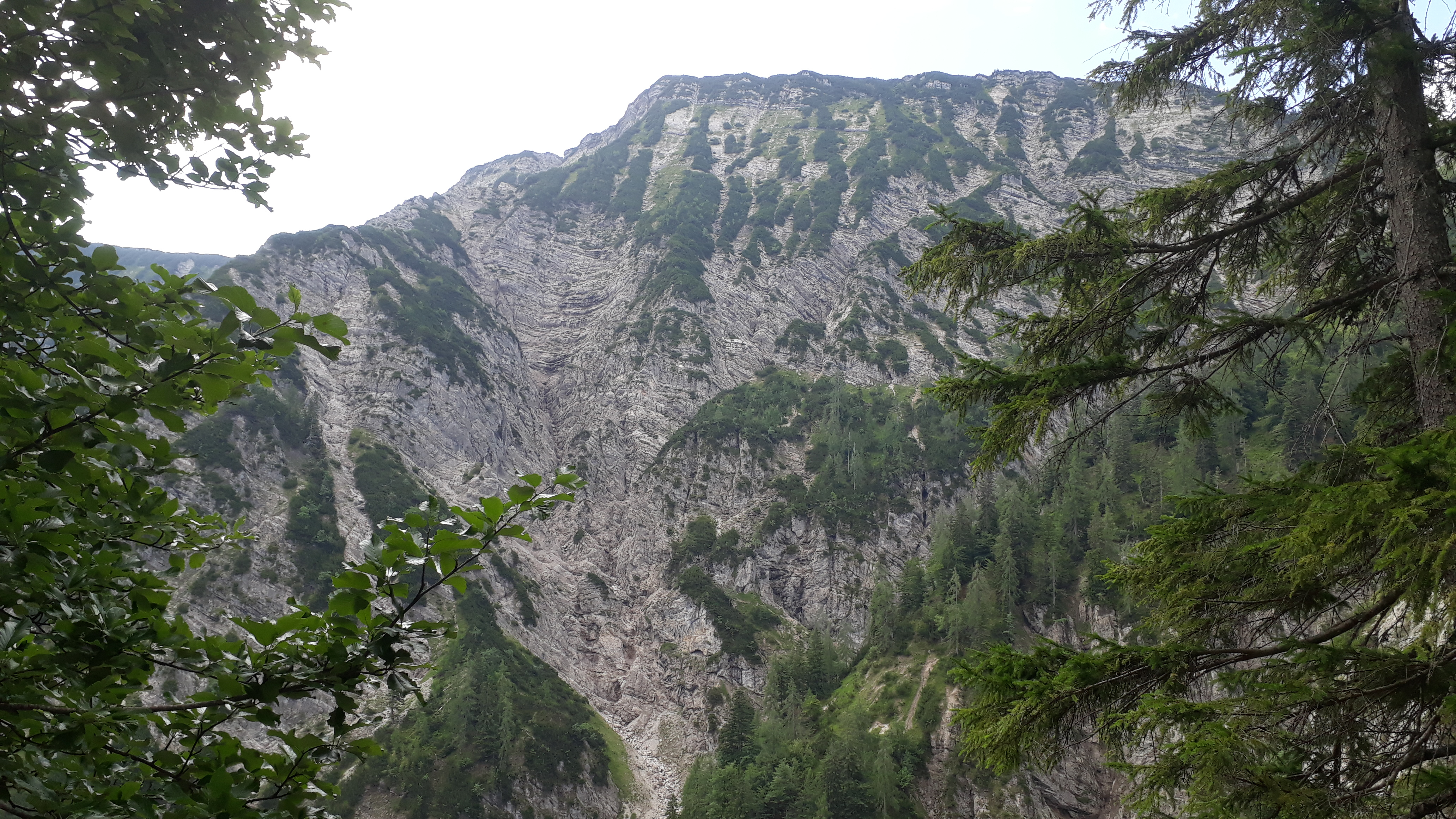
Blick vom Hausgrabenkopf nach Südosten hoch zum Gipfel des Dürrnbachhorns.
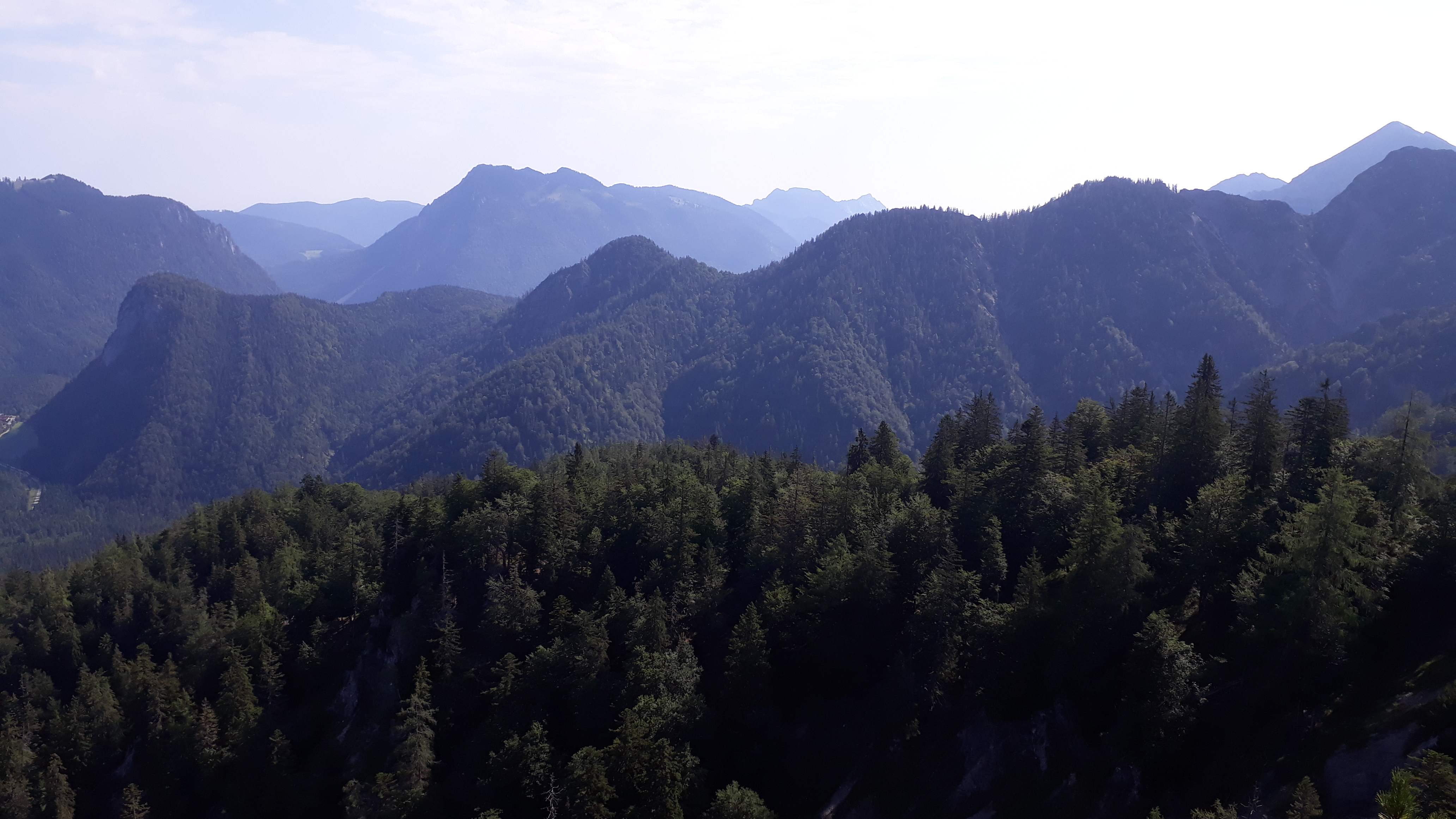
Aussicht nach Nordosten in Richtung Seekopf und Richtstrichkopf.
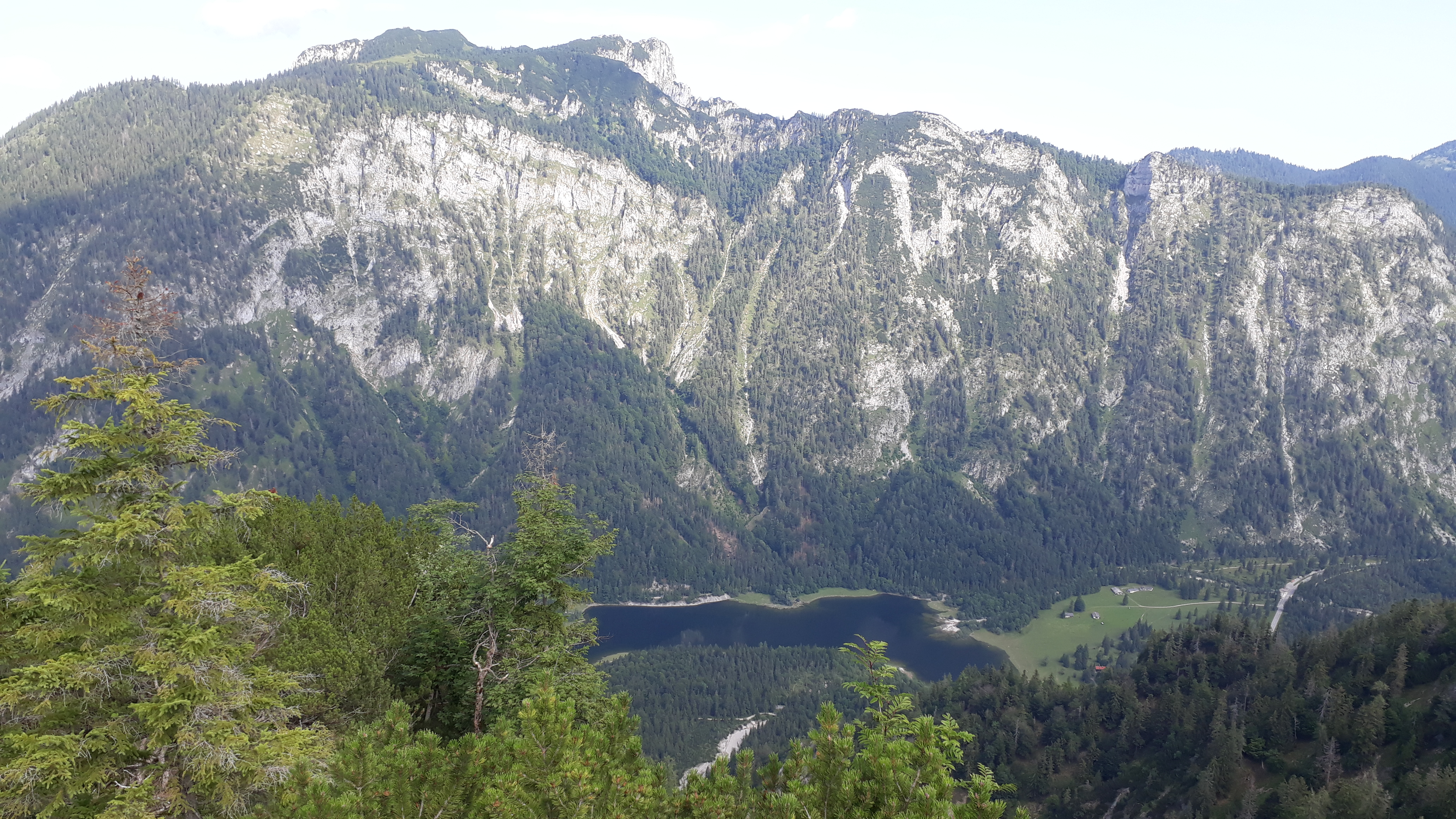
Frontalansicht des Hochkienbergs von Süden, darunter der Lödensee.